# Большой Толкорп
Большой Толкорп — проточное озеро в Свердловской области России. Располагается на северо-восточной окраине Гаринского городского округа. Относится к бассейну Пелыма.
Озеро Большой Толкорп находится в заболоченной лесной местности на высоте 62,6 м над уровнем моря, в 40 км к востоко-юго-востоку от деревни Шантальская и в 4 км северо-восточнее урочища Кедровка. С западной стороны прилегает болото Моковье. Озеро округлой формы, вытянуто в субмеридиональном направлении. Площадь — 6,54 км². Окружено лесом, берега большей частью заболочены. С северо-восточной стороны впадает река Ахи, вытекающая из соседнего озера Малый Толкорп. На западе впадает Нырья, на юге — Урой. Сток из озера идёт на юго-запад по реке Похманка в Пелым.
Водится карась, окунь, чебак, щука. Гнездятся водоплавающие виды птиц. Обитает достаточно крупная колония ондатр.
По озеру проходит зимник от деревни Петровая 3-я до села Чантырья.

## Данные водного реестра
По данным государственного водного реестра России относится к Иртышскому бассейновому округу, водохозяйственный участок — Тавда от истока и до устья, без реки Сосьва от истока до водомерного поста у деревни Морозково, речной подбассейн — Тобол. Речной бассейн — Иртыш.
Код объекта в государственном водном реестре — 14010502511111200012589.